# Pseudoxytenanthera
Pseudoxytenanthera is een geslacht uit de grassenfamilie (Poaceae). De soorten van dit geslacht komen voor in Zuid-Azië.